# Crazy World (album)
Cet article concerne l'album des Scorpions. Pour la chanson d'Anna Tsuchiya, voir Crazy World.
Albums de Scorpions
Best of Rockers 'n' Ballads
(1989) Face the Heat
(1993)
Singles
1. Tease Me Please Me
Sortie : 6 novembre 1990
2. Don't Believe Her
Sortie : 10 decembre 1990
3. Wind of Change
Sortie : 20 janvier 1991
4. Send Me an Angel
Sortie : 17 septembre 1991
5. Hit Between the Eyes
Sortie : 6 janvier 1992

Crazy World est le onzième album studio du groupe de hard rock allemand, Scorpions. Il est sorti le 6 novembre 1990 sur le label Mercury Records et a été produit par Keith Olsen et les Scorpions.

## Historique
Il est le premier album du groupe depuis Fly to the Rainbow (1974) à ne pas avoir été produit par Dieter Dierks, le groupe s'étant séparé de lui après l'album Savage Amusement sorti en 1988. C'est aussi le dernier album du groupe avec le bassiste Francis Buchholz, qui quittera le groupe deux ans après sa sortie.
Il fut enregistré en 1990 lors de deux sessions, la première aux Goodnight L.A. studios à Los Angeles et la deuxième qui fut enregistré aux Wisseloord Studios de Hilversum aux Pays-Bas.
Cet album contient des chansons qui ont fait la renommée des Scorpions comme les hits Wind of Change (qui est passé à la postérité comme étant l'un des symboles de la chute du Mur de Berlin et de la réunification de l'Allemagne) et Send Me an Angel toutes deux chansons ayant atteint des sommets dans les charts ou encore les titres Tease Me Please Me et Don't Believe Her. Ces quatre titres sont sortis en singles, plus Hit Between the Eyes qui fit partie en 1992 de la bande-son du film Freejack.
L'album rencontra un immense succès notamment à travers l'Europe (grâce en partie à la présence du hit "Wind of Change") en atteignant les plus hautes sphères dans les charts, 1er en Allemagne et en Autriche, 2e en France. Aux États-Unis, il atteignit la 27e place du Billboard 200 et sera récompensé d'un double disque de platine pour plus de deux millions d'albums vendus, ce qui en fait le plus grand succès du groupe en termes de ventes.
Jim Vallance, qui a coécrit 7 des chansons de cet album, dit du groupe : « J'ai aimé travailler avec les Scorpions. Ils sont complètement à fond dans le rock 'n' roll 24/7, y compris la Gibson Flying V et les pantalons en cuir noir. »
Les solos de To Be With You in Heaven, Wind Of Change, Kicks After Six et Send Me an Angel sont joués par Rudolf Schenker.
Le titre Restless Nights peut être sujet à des illusions auditives, il peut être pris par l'auditeur pour « Wesley Snipes ».
En 2013, l'album ressortira sous la formule "Deluxe Edition" comprenant cinq titres bonus, un DVD-vidéo de la tournée Crazy World tour 1991 comprenant douze titres joués en public plus les clips vidéo des quatre singles.

## Liste des titres
| No  | Titre                    | Paroles                                    | Musique                    | Durée |
| --- | ------------------------ | ------------------------------------------ | -------------------------- | ----- |
| 1.  | Tease Me Please Me       | Klaus Meine, Herman Rarebell, Jim Vallance | Matthias Jabs, Vallance    | 4:44  |
| 2.  | Don't Believe Her        | Meine, Rarebell, Vallance                  | Rudolf Schenker            | 4:55  |
| 3.  | To Be With You in Heaven | Meine                                      | Schenker                   | 4:48  |
| 4.  | Wind of Change           | Meine                                      | Meine                      | 5:10  |
| 5.  | Restless Nights          | Meine, Rarebell, Vallance                  | Schenker                   | 5:44  |
| 6.  | Lust or Love             | Meine, Rarebell, Vallance                  | Meine                      | 4:22  |
| 7.  | Kicks After Six          | Meine, Rarebell, Vallance                  | Francis Buchholz, Vallance | 3:49  |
| 8.  | Hit Between the Eyes     | Meine, Rarebell, Vallance                  | Schenker                   | 4:33  |
| 9.  | Money and Fame           | Jabs, Rarebell                             | Jabbs                      | 3:16  |
| 10. | Crazy World              | Meine, Rarebell, Schenker, Vallance        | Schenker                   |       |
| 11. | Send Me an Angel         | Meine                                      | Schenker                   | 4:32  |

Titres bonus réédition 2013 (Deluxe Edition)
| No  | Titre                                                               | Paroles                   | Musique  | Durée |
| --- | ------------------------------------------------------------------- | ------------------------- | -------- | ----- |
| 12. | Wind of Change (version chantée en espagnol)                        | Meine                     | Meine    | 5:07  |
| 13. | Wind of Change (version chantée en russe)                           | Meine                     | Meine    | 3:42  |
| 14. | Big City Nights (live) (Face B du single Wind of Change)            | Meine                     | Schenker | 4:55  |
| 15. | Holiday (live)                                                      | Meine                     | Schenker | 3:12  |
| 16. | Hit Between the Eyes (live) (Face B du single Hit Between the Eyes) | Meine, Rarebell, Vallance | Schenker | 4:26  |

## Musiciens
Scorpions
- Klaus Meine : chant
- Rudolf Schenker : guitare rythmique, guitare solo sur Wind of Change et Send Me an Angel, chœurs
- Matthias Jabs : guitare solo, guitare rythmique, chœurs
- Herman Rarebell : batterie
- Francis Buchholz : guitare basse

Musiciens additionnels
- Jim Vallance : claviers sur Send Me an Angel
- Koen Van Baal: claviers sur Wind of Change

## Charts et certifications

### Album
Charts
| Pays        | Durée du classement | Meilleur classement | Date              |
| ----------- | ------------------- | ------------------- | ----------------- |
| Allemagne   | 78 semaines         | 1er                 | 22 juillet 1991   |
| Australie   | 1 semaine           | 49e                 | 22 septembre 1991 |
| Autriche    | 27 semaines         | 1er                 | 11 août 1991      |
| Canada      | 46 semaines         | 20e                 | 10 août 1991      |
| États-Unis  | 73 semaines         | 21e                 | 6 juillet 1991    |
| France      | 54 semaines         | 2e                  | ?                 |
| Norvège     | 20 semaines         | 4e                  | 27 mai 1991       |
| Pays-Bas    | 31 semaines         | 6e                  | 10 août 1991      |
| Royaume-Uni | 7 semaines          | 27e                 | 2 novembre 1991   |
| Suède       | 13 semaines         | 6e                  | 22 mai 1991       |
| Suisse      | 63 semaines         | 3e                  | 21 juillet 1991   |

Certifications
| Pays        | Certification | Ventes      | Date              |
| ----------- | ------------- | ----------- | ----------------- |
| Allemagne   | 2 × Platine   | 1 000 000 + | 1991              |
| Autriche    | Platine       | 50 000 +    | 2 décembre 1991   |
| Canada      | 2 × Platine   | 200 000 +   | 18 septembre 1991 |
| États-Unis  | 2 × Platine   | 2 000 000 + | 7 août 1995       |
| Finlande    | Or            | 40 716 +    | 1991              |
| France      | Or            | 100 000 +   | 1991              |
| Pays-Bas    | Or            | 50 000 +    | 1991              |
| Royaume-Uni | Argent        | 60 000 +    | 1er novembre 1991 |
| Suisse      | 2 × Platine   | 100 000 +   | 1991              |

### Singles
| Single                                                          | Chart                      | Durée du classement | Position | Date              |
| --------------------------------------------------------------- | -------------------------- | ------------------- | -------- | ----------------- |
| Tease Me Please Me                                              | Mainstream Rock Tracks     | 16 semaines         | 8e       | 17 novembre 1990  |
| Don't Believe Her                                               | Rock Tracks                | 12 semaines         | 13e      | 23 février 1991   |
| Don't Believe Her                                               | UK Singles Chart           | 2 semaines          | 77e      | 12 janvier 1991   |
| Wind of Change · Platine · Platine · Or · Platine · Argent · Or | Offizielle Deutsche Charts | 51 semaines         | 1er      | 3 juin 1991       |
| Wind of Change · Platine · Platine · Or · Platine · Argent · Or | ARIA Charts                | 17 semaines         | 7e       | 13 octobre 1991   |
| Wind of Change · Platine · Platine · Or · Platine · Argent · Or | Ö3 Austria Top 40          | 30 semaines         | 1er      | 7 juillet 1991    |
| Wind of Change · Platine · Platine · Or · Platine · Argent · Or | (V) Ultratop               | 20 semaines         | 2e       | 27 avril 1991     |
| Wind of Change · Platine · Platine · Or · Platine · Argent · Or | RPM Top Singles            | 25 semaines         | 10e      | 13 juillet 1991   |
| Wind of Change · Platine · Platine · Or · Platine · Argent · Or | Top 50                     | 31 semaines         | 1er      | 9 mars 1991       |
| Wind of Change · Platine · Platine · Or · Platine · Argent · Or | VG-lista                   | 17 semaines         | 1er      | 20 mai 1991       |
| Wind of Change · Platine · Platine · Or · Platine · Argent · Or | Recorded Music NZ          | 13 semaines         | 17e      | 6 octobre 1991    |
| Wind of Change · Platine · Platine · Or · Platine · Argent · Or | MegaCharts                 | 18 semaines         | 1er      | 25 mai 1991       |
| Wind of Change · Platine · Platine · Or · Platine · Argent · Or | Sverigetopplistan          | 11 semaines         | 1er      | 8 mai 1991        |
| Wind of Change · Platine · Platine · Or · Platine · Argent · Or | Single top 75              | 52 semaines         | 1er      | 26 mai 1991       |
| Wind of Change · Platine · Platine · Or · Platine · Argent · Or | Hot 100                    | 25 semaines         | 4e       | 31 août 1991      |
| Wind of Change · Platine · Platine · Or · Platine · Argent · Or | Rock Tracks                | 21 semaines         | 2e       | 1er juin 1991     |
| Wind of Change · Platine · Platine · Or · Platine · Argent · Or | UK Singles Chart           | 12 semaines         | 2e       | 12 octobre 1991   |
| Send Me an Angel                                                | Offizielle Deutsche Charts | 22 semaines         | 5e       | 18 novembre 1991  |
| Send Me an Angel                                                | Ö3 Austria Top 40          | 12 semaines         | 8e       | 1er décembre 1991 |
| Send Me an Angel                                                | (V) Ultratop               | 14 semaines         | 4e       | 14 septembre 1991 |
| Send Me an Angel                                                | RPM Top Singles            | 12 semaines         | 19e      | 2 novembre 1991   |
| Send Me an Angel                                                | Top 50                     | 18 semaines         | 8e       | 6 juillet 1991    |
| Send Me an Angel                                                | MegaCharts                 | 14 semaines         | 4e       | 24 août 1991      |
| Send Me an Angel                                                | Sverigetopplistan          | 7 semaines          | 4e       | 18 décembre 1991  |
| Send Me an Angel                                                | Single top 75              | semaines            | 14e      | 5 janvier 1992    |
| Send Me an Angel                                                | Hot 100                    | 18 semaines         | 44e      | 25 janvier 1992   |
| Send Me an Angel                                                | Rock Tracks                | 20 semaines         | 8e       | 19 octobre 1991   |
| Send Me an Angel                                                | UK Singles Chart           | 5 semaines          | 27e      | 30 novembre 1991  |
| Hit Between the Eyes                                            | Rock Tracks                | 8 semaines          | 24e      | 8 février 1992    |